# Передвижная лаборатория измерительной техники
Подвижная лаборатория измерительной техники (ПЛИТ) — российский войсковой комплекс, предназначенный для метрологического обеспечения войск и сил флота в местах дислокации образцов вооружения и военной техники: поверки, регулировки и ремонта средств измерений без их изъятия с мест эксплуатации.

## История создания
В 1970-е годы Алма-Атинским электротехническим заводом были разработаны ПЛИТ КРИЛ-2 и ПКПП-2 (главный конструктор Поддубный В.Д.).1976 год – начало серийного выпуска.
В 1978 году 32 МЦ МО совместно с ВНИИМИУС (г. Львов) разрабатывают подвижную лабораторию ПЛИТ-А1-1 (руководитель работы Браилов Э.С.), обеспечивающую поверку СИ высшей точности на местах их эксплуатации в автоматизированном режиме.
В  1981-1983 годы Минским НИПИ создана ПЛИТ соединения - ПЛИТ-А3-2 (гл. конструктор Дементьев В.В ), обеспечивающая поверку, регулировку и текущий ремонт СИ радиотехнических, электрических величин, давления и массы.
1985 год   -  в ВВС   завершена разработка летающей поверочной лаборатории на базе самолёта АН-12, а затем летающей ПЛИТ на базе вертолёта МИ-8Т.
1985 год -  в РВСН    разработаны ряд автомобильных и железнодорожных ПЛИТ .